# Salzäcker

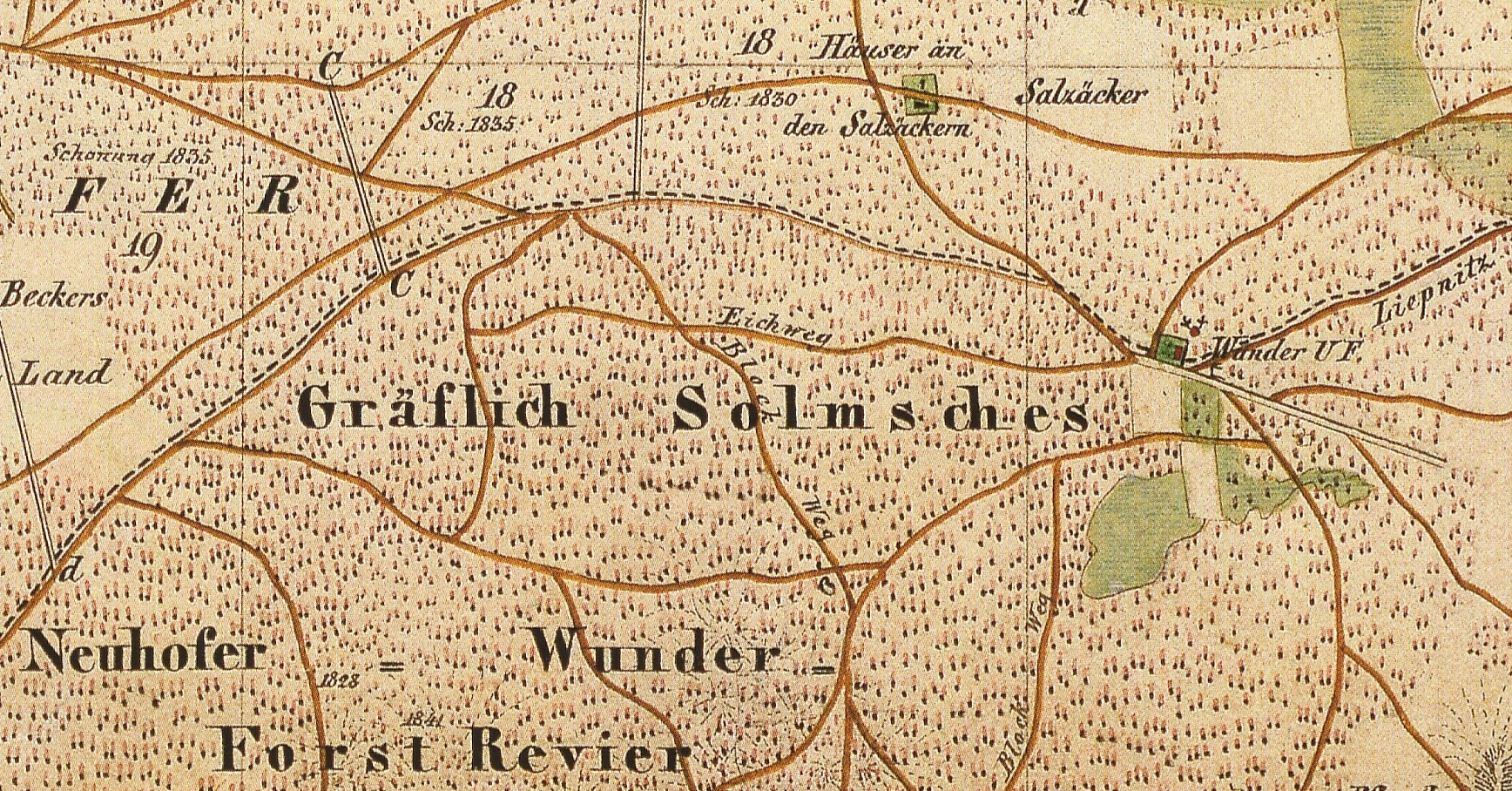
Die Kleinsiedlungen Salzäcker und Wunder (ursprünglich Gem. Mückendorf, heute Gemarkung Horstwalde) im Urmesstischblatt Nr. 3846 Wünsdorf von 1846

Salzäcker, auch Salzacker war ein Wohnplatz zunächst auf der Gemarkung von Lindenbrück, einem Ortsteil der Stadt Zossen (Landkreis Teltow-Fläming, Brandenburg), der um/nach 1754 angelegt wurde. 1929 wurde er an die damals noch selbständige Gemeinde Fernneuendorf angeschlossen. Fernneuendorf wurde später in die Gemeinde Sperenberg eingemeindet und ist heute ein Wohnplatz in der Gemeinde Am Mellensee im Landkreis Teltow-Fläming. Die ursprünglich für 12 Siedler geplante Siedlung Salzäcker schrumpfte bis Mitte des 19. Jahrhunderts auf ein Haus mit Wirtschaftsgebäude, das schließlich in ein Forsthaus umgewandelt wurde. Das Haus wurde vermutlich in den letzten Tagen des Zweiten Weltkriegs zerstört und nicht wieder aufgebaut.

## Lage
Der Wohnplatz Salzäcker lag knapp 4 km südwestlich vom Ortskern von Jachzenbrück (ab 1937 Lindenbrück) auf der heutigen Gemarkung von Fernneuendorf. Etwas über 4 km westnordwestlich liegt der Ortskern von Fernneuendorf. Nur etwa 600 Meter südsüdöstlich lag die Kleinsiedlung Forsthaus Wunder, die in den letzten Kriegstagen des Zweiten Weltkriegs völlig zerstört und danach aufgegeben wurde. Das Areal des Wohnplatzes Wunder gehörte aber ursprünglich zur Gemeinde Mückendorf, heute zu Horstwalde, einem Ortsteil der Stadt Baruth/Mark. Der Wohnplatz Salzäcker lag auf etwa 50 m ü. NHN.

## Geschichte
1754 schloss der Oberamtmann Bethge vom Amt Zossen Erbeigentums- und Zinskontrakte mit 12 „ausländischen kleinen Ackerwirten“ ab. Sie durften einen Elsbruch (Bruch mit Schwarz-Erlen) von 383 Morgen südwestlich des Ortes roden und besiedeln. Das Etablissement wurde etwas später Salzäcker genannt, auch die Schreibweise Salzacker kommt vor. Die Gemeinde Jachzenbrück erhob Einspruch gegen die Rodung und Ansiedlung, da sie Einschränkungen bei der Hütung ihrer Nutztiere befürchtete. Allerdings wurde die Ansiedlung nicht im geplanten Umfang verwirklicht. Bratring spricht von einem Etablissement einiger Kolonisten bei Jachzenbrück, wozu sie auch gerechnet werden. Leider gibt er keine getrennten Zahlen für Feuerstellen und Einwohner für Salzäcker und Jachzenbrück an. Im weiteren Verlauf der Geschichte schrumpfte die Siedlung zu einem Wohnhaus zusammen.
1840 wird der Wohnplatz noch lapidar als Etablissement, zu Jachzenbrück gehörig beschrieben. Separate Einwohnerzahlen werden nicht genannt. 1858 standen in Salzäcker noch ein Wohnhaus und ein Wirtschaftsgebäude; die Kleinsiedlung hatte vier Bewohner. 1871 wohnten in dem einen Wohnhaus drei Personen.
Spätestens bis 1905 hatte der Forstfiskus das letzte Wohnhaus auf Salzäcker aufgekauft und es in ein Dienstgebäude für einen Forstaufseher umgewandelt. In Brachvogel’s Handbuch der Behörden der Provinz Brandenburg und des Stadtkreises Berlin ist es noch nicht zu finden. Der Unterförster des Jachzenbrücker Reviers wohnte vorher im Dorf Jachzenbrück. 1925 hatte das Forsthaus vier Bewohner. Das Forsthaus existierte noch in den 1930er Jahren, danach verliert sich seine Spur. Bei Kampfhandlungen in den letzten Kriegstagen des Zweiten Weltkriegs wurde die benachbarte Siedlung Wunder völlig zerstört und danach auch nicht wieder aufgebaut. Vermutlich verschwand auch das Forsthaus Salzäcker auf diese Weise.

## Kommunale Geschichte
Die Kleinsiedlung gehörte ursprünglich zur Gemeinde Jachzenbrück, das 1937 in Lindenbrück umbenannt wurde. Nach der Ortschafts-Statistik des Regierungs-Bezirks Potsdam mit der Stadt Berlin von 1861 (Stand: 1858) gehörte es noch zu Jachzenbrück. Auch mit Bildung der Amtsbezirke 1874 ist der Wohnplatz unter Jachzenbrück aufgeführt. In der … Revision und endgültige(n) Feststellung der Amtsbezirke in den Kreisen des Regierungsbezirks Potsdam betr. von 1881 ist Salzäcker als Wohnplatz unter der Gemeinde bzw. dem Gemeindebezirk Jachzenbrück, Amtsbezirk 14 Jachzenbrück des Kreises Teltow gelistet.
1905 ist das Haus dann nachweislich im Besitz des Forstfiskus. Vermutlich mit dem Erwerb durch den Forstfiskus wurden das Haus und das Areal um das Haus dem Forstgutsbezirk Kummersdorf angegliedert. 1929 wurde der Gutsbezirk Kummersdorfer Forst bis auf einen kleinen Rest aufgelöst. Große Flächen dieses Gutsbezirks mit dem Forsthaus Neuendorf, den Eisenbahnbeamtenhäuser, das Kommandaturgebäude am Schießplatz Kummersdorf und weitere Flächen, darunter auch das Etablissement Salzäcker, zusammen etwa 1201 ha, wurden in die Gemeinde Fernneuendorf eingemeindet. 1932 gehörten zur Gemeinde Fernneuendorf die Wohnplätze Eisenbahndienstbeamtenhäuser, Kommandanturwohnung am Schießplatz Kummersdorf, Mönninghausen, und die Forsthäuser Adlershorst, Neuendorf und Salzäcker. Fernneuendorf wurde 1974 nach Sperenberg eingemeindet und war danach Ortsteil von Sperenberg. 1992 schloss sich Sperenberg mit sieben anderen Gemeinden zum Amt Am Mellensee zusammen. Bis 2003 hatten sich die amtsangehörigen Gemeinden zur neuen Gemeinde Am Mellensee zusammengeschlossen oder waren eingemeindet worden. Seither ist Sperenberg ein Ortsteil der Gemeinde Am Mellensee. Fernneuendorf hat den Status eines Wohnplatzes.